# Grommen

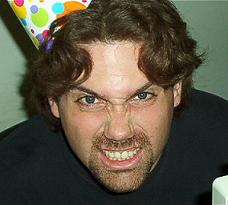
Een gezichtsuitdrukking die vaak gepaard gaat met een grom

Grommen is een geluid dat door een mens via de mond (of een dier via de bek) kan worden gemaakt.
Het geluid dan wordt gemaakt (de grom) gaat vaak vergezeld door een speciale gezichtsuitdrukking, waarbij de bovenlip wordt opgetrokken en de neusgaten worden geopend. Een grom duidt vaak op haat, woede of pijn. Ook andere zoogdieren grommen, zoals apen, konijnen en honden, meestal om te waarschuwen dat ze kunnen bijten.